# Baz (Albanië)
Baz is na de gemeentelijke herinrichting van 2015 een deelgemeente (njësitë administrative përbërëse) van de Albanese stad (bashkia) Mat. Het is gelegen aan de doorgaande weg naar Burrel. De inwoners van Baz leven voornamelijk van de landbouw. Ook buiten de dorpskern staan boerderijen in de kernen Drita, Fushë-Baz, Karicë en Rreth Baz.